# Classe Foudre
Le navi di trasporto di chiatte da sbarco (TCD) della classe Foudre (in francese: Transport de chalands de débarquement type Foudre) sono state due navi da trasporto anfibio della Marine nationale francese.

La loro denominazione NATO è Landing Platform Dock (LPD).

Entrambe dismesse dalla Marine nationale, sono in servizio una nell'Armada de Chile (dal 2011) e l'altra nella Marinha do Brasil (dal 2015).

## Unità
| Marine nationale | Marine nationale | Marine nationale | Marine nationale | Marine nationale | Marine nationale     | Marine nationale                                                                         |
| Matricola        | Nome             | Impostazione     | Varo             | EIS nella MN     | Dismissione dalla MN | Note                                                                                     |
| ---------------- | ---------------- | ---------------- | ---------------- | ---------------- | -------------------- | ---------------------------------------------------------------------------------------- |
| L 9011           | Foudre           | 26 marzo 1986    | 12 novembre 1988 | 7 dicembre 1990  | 23 dicembre 2011     | Trasferita il 23 dicembre 2011 all'Armada de Chile e rinominata Sargento Aldea (LSDH-91) |
| L 9012           | Siroco           | 9 ottobre 1995   | 14 dicembre 1996 | 21 dicembre 1998 | 6 luglio 2015        | Trasferita il 5 agosto 2015 alla Marinha do Brasil e rinominata Bahia (G40)              |